# ماریو (مجموعه تلویزیونی)
ماریو (ایتالیایی: Mario) یک مجموعه تلویزیونی ایتالیایی است که در سال ۲۰۱۳ میلادی منتشر شد. 
از بازیگران آن می‌توان به نینو فراسیکا، لاوینیا لونگی و انریکو ونتی اشاره کرد.